# Меривил (Тенеси)
Меривил (енгл. Maryville) град је у америчкој савезној држави Тенеси.

## Демографија
По попису из 2010. године број становника је 27.465, што је 4.345 (18,8%) становника више него 2000. године.
| Група             | 2000.          | 2010.          |
| Белци             | 21.463 (92,8%) | 24.764 (90,2%) |
| Афроамериканци    | 681 (2,9%)     | 887 (3,2%)     |
| Азијати           | 358 (1,5%)     | 420 (1,5%)     |
| Хиспаноамериканци | 318 (1,4%)     | 867 (3,2%)     |
| Укупно            | 23.120         | 27.465         |